# Münchens historia

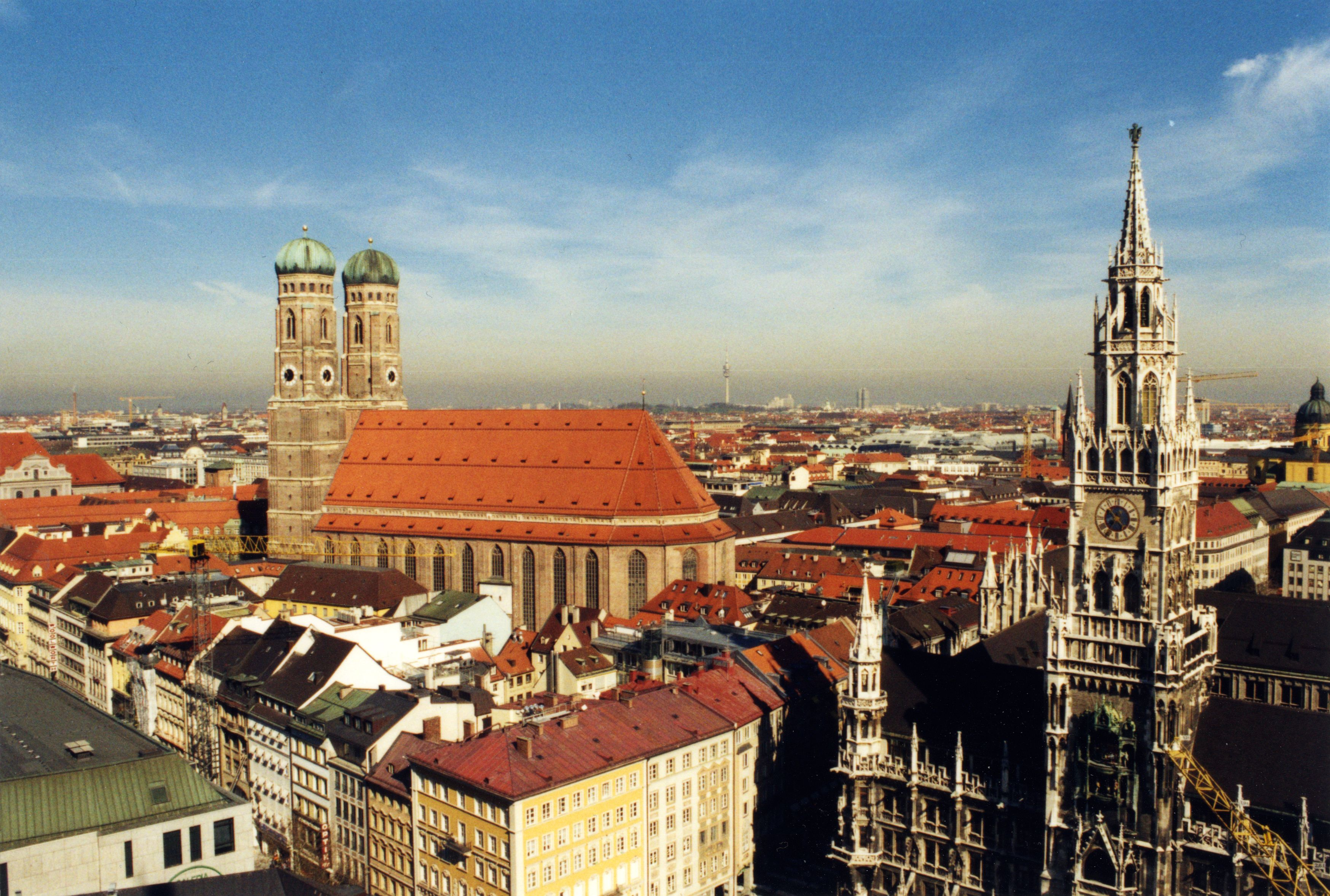
München med Frauenkirche och Rathausturm

Se München

## Översikt
- 700-talet Munkar från Tegernseeklostret slår sig ner på  Petersbergl.
- 1158 Stadens grundas av Henrik Lejonet
- 1175   Stadens första befästning
- 1180   München hamnar under biskopen av Freising (Erzbistum München und Freising)
- 1214	Münchens omnämns för första gången som stad i skrift
- 1240	München hamnar under Huset Wittelsbach
- 1255	München blir residensstad för Oberbayern
- 1271   Frauenkirche börjar byggas
- 1328   Staden blir för två århundraden kejserligt residens, byggs ut kraftigt och får en andra murring
- 1397–1402 Uppror mot de styrande och huset Wittelsbach
- 1494   Invigning av den nybyggda Frauenkirche
- 1504   München blir ensam bayersk huvudstad efter återförenandet av hertigdömena
- 1550–1579 Hertig Albrecht V gör München till ett centrum för renässanskonsten
- 1623   München blir under det Trettioåriga kriget kurfurstlig residensstad
- 1634   Svensk ockupation och under det påföljande året bryter pesten ut och ungefär en tredjedel av invånarna dör
- 1704   Habsburgsk ockupation under Spanska tronföljdskriget och Sendlinger Mordweihnacht 1705
- 1742   Habsburgsk ockupation under Österrikiska tronföljdskriget
- 1789  Englischer Garten anläggs och stadens befästningar rivs
- 1806	München blir huvudstad i Kungariket Bayern (Königreich Bayern)
- 1825–1848 Kung Ludwig I: München blir en konststad med världsrykte
- 1839 Den första järnvägslinjen anläggs från München till Augsburg
- 1886–1912 Kulturell blomstringsperiod och tekniska framsteg under Prinzregent Luitpold
- 1918   Revolution och störtande av monarkin
- 1919   Bayerska rådsrepublikens utrop och fall
- 1923   Ölkällarkuppen misslyckas i München
- 1933–1945 Gleichschaltung under nazisttiden: München som "Hauptstadt der Bewegung" ("Rörelsens huvudstad")
- 1944   Omfattande bombningar av staden under andra världskriget
- 1945   Amerikanska trupper intar staden
- 1972 Olympiska sommarspelen 1972
- 1992 München-Franz Josef Strauss flygplats öppnas

## Munkarnas plats
På 800-talet bebodde bönder och några benediktinermunkar från Tegernsee ett område kring vilket en by framväxte som kallades Ze den Munichen (dialektalt för zu den Mönchen, "munkarnas plats"). Sedan dess är Münchens stadsvapen ett barn i munkkåpa, das Münchner Kindl. När större städer som Augsburg (en av de gamla romerska borgstäderna), Nürnberg och Regensburg dominerade administration och handel i Bayern var München fortfarande bara en liten by med lite bönder och munkarna från Tegernsee.
År 1158 etablerade Henrik Lejonet (hertig av Sachsen och Bayern och kejsar Fredrik I Barbarossas kusin) en tullstation för att övervaka frakterna av salt från det närliggande Salzburg i Österrike. Henrik brände ner byn, och byggde upp en stad med marknad och allt i förgreningen av floden Isar. Salthandeln blomstrade och staden växte snabbt. År 1180 tog Barbarossa München och gav staden till ätten Wittelsbach som kom att regera Bayern fram till år 1918. Det Wittelsbachska ättevapnet, tillika Bayerns flagga, med vita och blåa rutor, ser man på personbilar och motorcyklar från BMW och under Oktoberfest.
München hade i slutet av 1200-talet utvecklats till Wittelsbacharnas största stad, och år 1328 fick staden plötsligt en större betydelse sedan hertig Ludvig IV av Bayern blev romersk kejsare med hov i München.

## Pest och krig

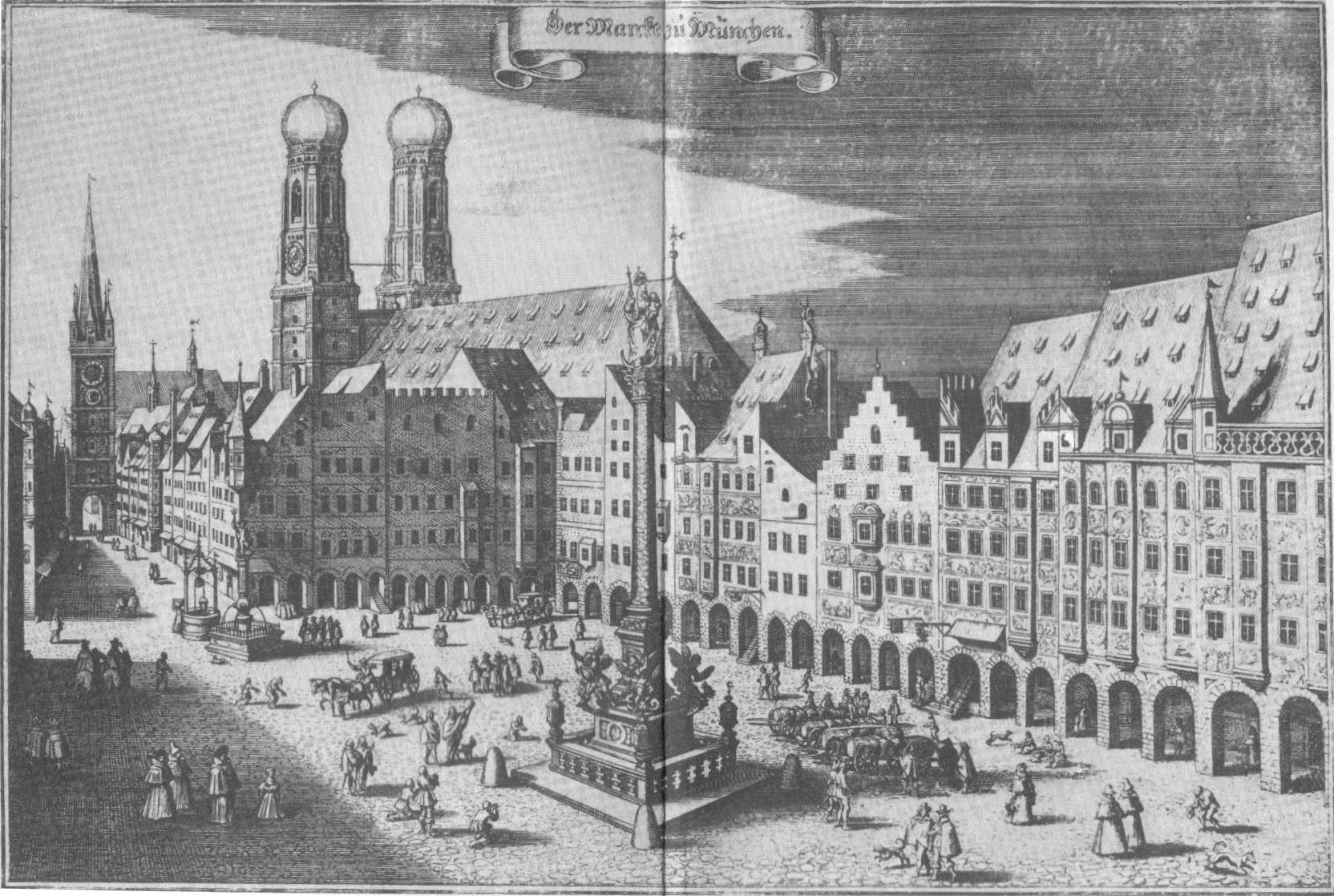
Münchens marknad omkring 1642.

Under medeltiden genomled staden år 1348 pesten. Ekonomiska problem och inflation ledde till revolter mot patricierfamiljer och judeförföljelser. Till slut tog masspsykos ett grepp om stadens invånare och den rike klädhandlare Hans Impler halshöggs vid Marienplatz. Wittelsbacharna svarade med att dra dit tung militär och bygga en skyddad och säker administrativ borg i staden.

## Trettioåriga kriget

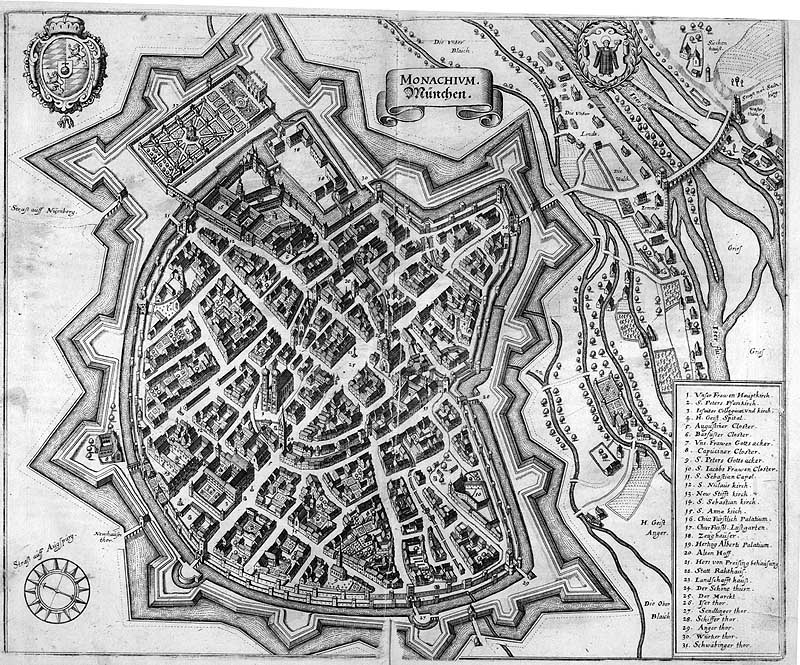
München omkring 1642

År 1632 intogs München av svenskarna under Gustav II Adolf, som blev så imponerad av residenset att han ville flytta hela byggnaden till Stockholm på hjul. Till slut nöjde han sig med en gisslan av 42 medborgare som skulle lösas ut mot 300 000 reichsthaler för att täcka krigsreparationer. Alla utom sex återvände tre år senare. I slutet av trettioåriga kriget drabbades München återigen av pesten varvid 7000 människor (en tredjedel av stadens invånare) dog.

## Spanska tronföljdskriget
Under spanska tronföljdskriget år 1701–1714 kämpade Maximilian II Emanuel av Bayern på den sedermera förlorande sidan och Bayern ockuperades av Österrike fram till 1714. Under prins Maximilian II Joseph av Bayerns tid tog ungerska husarer över stadens styrelse, och bönder och affärsfolk knotade kring det Österrikiska styvmoderliga behandlingen av Bayern. När Max dog år 1777 dog huvudgrenen av huset Wittelsbach ut med honom, och tronföljden övergick till Karl Theodor av Bayern, av Wittelsbacharnas gren från Mannheim.

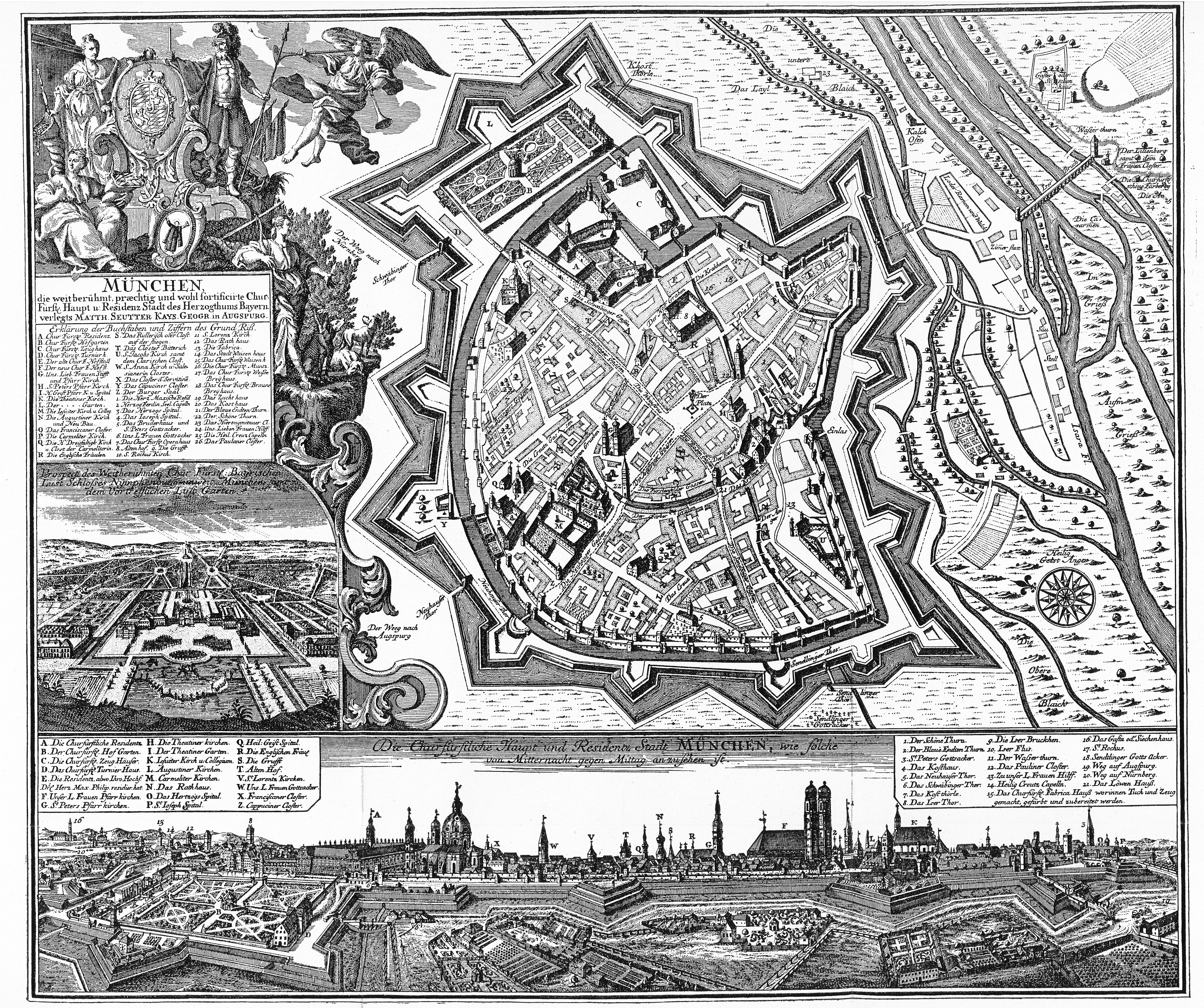
Karta över München 1740.

Karl Theodor av Bayern vägrade lämna Mannheim, och Münchenborna tyckte inte om honom. Folket svalt och Karl Theodor satte in grov militär för att kontrollera massorna. Ödet ville att en amerikan skulle lösa denna konflikt, Benjamin Thompson, också känd som greve Rumford. Rumford skapade skolor och arbete för de oroliga soldaterna, och år 1789 grundade han Englischer Garten, den engelska parken som kom att bli en folkets park, åtgärder som något lugnade befolkningen. Under revolutionsåren i Europa ockuperades München år 1800 av den franske generalen Jean Victor Moreau som lade sitt högkvarter på Wittelsbacharnas landsslott Nymphenburg.

## Kungariket Bayerns huvudstad
München blev huvudstad i Kungariket Bayern 1806. 
Efter att under några decennier återigen varit föremål för ekonomiska kriser och förtryck av bönder resulterande i upprepade väpnade militära bestraffningar steg åter Münchens fana högt vid Napoleon I:s besök år 1805 när hans frus son, Eugène de Beauharnais, gifte sig med prinsessan Augusta av Bayern. Napoleon passade då på att befordra Max IV Joseph av Bayern från Prins och ärkehertig till kung av Bayern. Bayern blev ett kungadöme, och Napoleon tog som tack för besväret år 1812 med sig många bayrare under den ryska kampanjen av vilka 30 000 man vilka dog på slagfältet i slaget vid Austerlitz i kamp mot österrikare och ryssar. Under franskt tryck förbättrades villkoren för protestanterna och judarna i staden och ett mjukare liberalare statsskick infördes.
Den 17 oktober 1810 gifte sig Max Josephs son Ludvig I av Bayern med prinsessan Theresia av Sachsen, och det bayerska folket bjöds in till hästtävlingar och ölfest vilket kom att bli en tradition som fortfarande firas under den så kallade oktoberfest men nu istället förlagts till sista veckorna i september. Theresienwiese är då månad fylld med oändligt antal öltält, tivolin och influgna charterturister från hela världen, av vilka de flesta inte har en aning om vad man firar.

### Ludvig I och Ludvig II

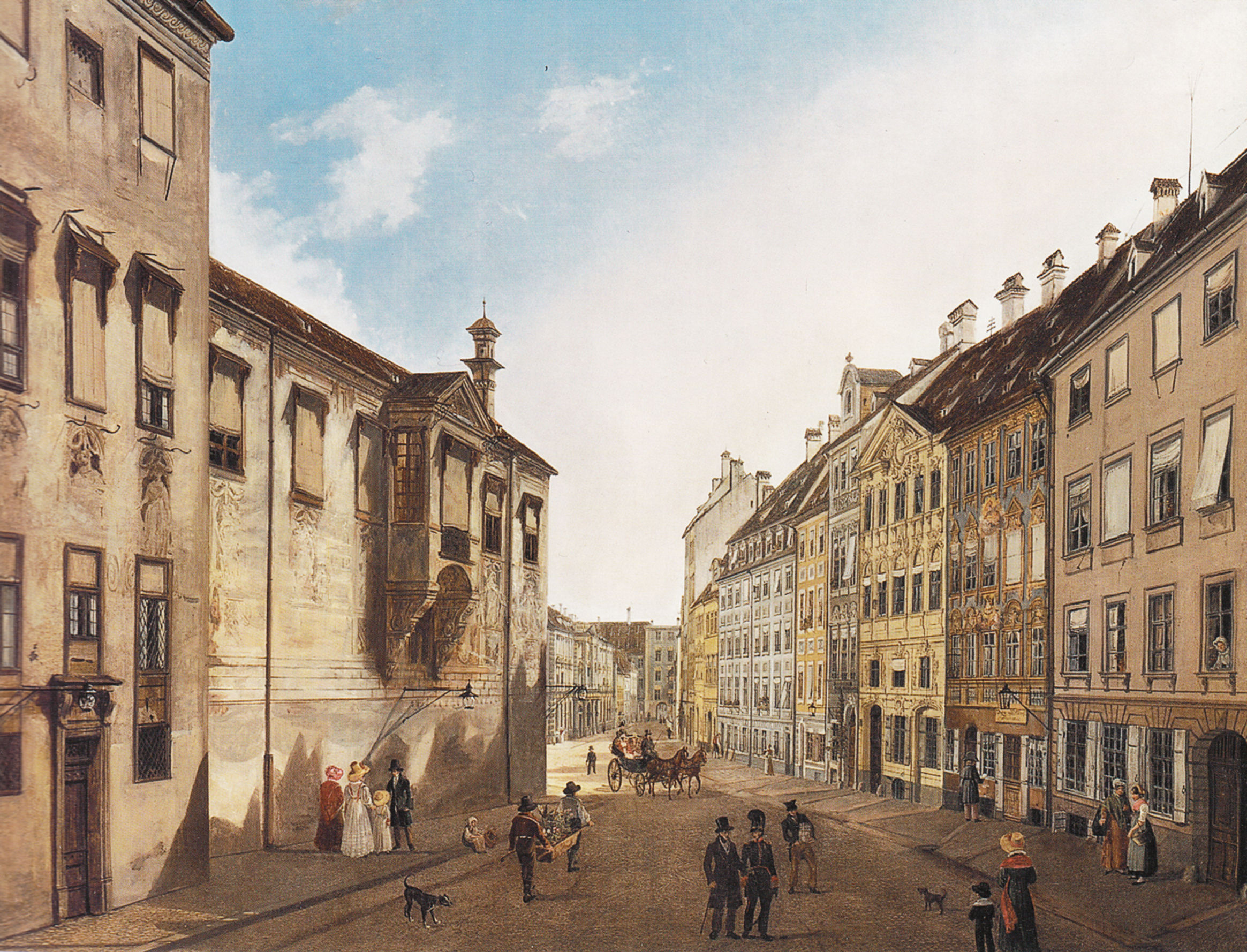
Domenico Quaglios tavla över Residenzstrasse upp mot Max-Joseph-Platz 1826.

Ludvig I av Bayern var född i Strasbourg och bestämde sig för att häva den franska trycket över Bayern och återinföra en patriotisk nationalism. Han återinförde Münchner Kindl som stadsvapen, vilket under Napoleons ockupation bytts ut mot det kejserliga lejonet, han flyttade universitet från Landshut in till München, byggde Odeonteatern, och anlade museer och konstgallerier. Hans fall vid 60 års ålder blev hans mätress, den 28-åriga danserskan Lola Montez. Han gav henne titeln grevinna av Landsfeld (Gräfin Marie von Landsfeld), vilket chockade regeringen och de radikala studenterna som till slut tvingade honom att lämna Lola, och han abdikerade i protest.
Den sista stora kungen av Bayern var romantikern Ludvig II av Bayern. Han lyfte kulturnivån i staden, anlade musikteatrar och i samarbete med Richard Wagner försökte han få München att bli ett centrum för musik i Europa. Han levde också ut sina fantasier genom att bygga sagoslottet Neuschwanstein vid foten av alperna, en romantisk borg med torn och tinnar. Han gick dock lite för långt i sin romantik och den bayerska regeringen förklarade honom sinnessjuk. Psykiatern Bernhard von Gudden följde med honom till slottet Berg där båda hittades döda vid sjöstranden under mystiska omständigheter år 1886. Ludwigs bror var sedan flera år sinnessjuk, och deras farbror Luitpold av Bayern tog över som regent. Under hans tid kom stadsdelen Schwabing att bli ett Münchens Montmartre, vilket en generation senare drog till sig konstnärer från hela Europa, bland dessa en bitter ung konstnär från Wien, Adolf Hitler.

### Prinzregent Luitpold
Under prinsregenten Luitpold  (1886-1912) skapades bland annat Prinzregentenstrasse och Prinzregententheater; München upplevde ett kulturellt- och ekonomiskt uppsving. År 1896 gavs kulturtidskriften Die Jugend ut för första gången i München, vilken gav namn åt jugendstilen. Kring år 1900 byggdes framförallt i Schwabing ett antal byggnader i jugendstil. 
År 1901 hade München 500 000 invånare och var efter Berlin och Hamburg Tysklands tredje största stad. År 1903 grundades Deutsches Museum.

### Första världskriget
Kriget välkomnades till en början och från Feldherrnhalle hölls patriotiska sammankomster. Staden fick också rustningsindustrier. Efterhand kom läget att drastiskt ändras när det blev problem med livsmedelstillgången. 1916 började de första hungerdemonstrationerna. I början av 1918 startade stora strejker i rustningsfabrikerna och ett stort missnöje mot kungen bredde ut sig.

## Den oroliga mellankrigstiden

### Bayerska rådsrepubliken
Huvudartikel: Bayerska rådsrepubliken
Vid första världskrigets slut fick den socialdemokratiska flanken vind i seglen, och i november 1918 under krigets sista dagar ledde Kurt Eisner arbetare och bönder från Theresienwiese genom Münchens gator till Mathäser Brauhaus där den Bayerska rådsrepubliken stiftades. Man invaderade sedan det kungliga residenset och den sista kungen av huset Wittelsbach, Ludvig III av Bayern flydde i bil.
Politiska våldsdåd präglade München de första sex månaderna år 1919. Högerkrafter kritiserade Kurt Eisner som berlinare och jude, och han sköts ner tre månader senare av en aristokrat som hoppades bli högerns hjälte. München styrdes en tid av anarkister, renläriga kommunister, kontrarevolutionära krafter, och staden kom mer och mer att förlora prägeln av konst och kultur och blev i stället centrum för extrema politiker och arméstyrkor.

### München och nazismen

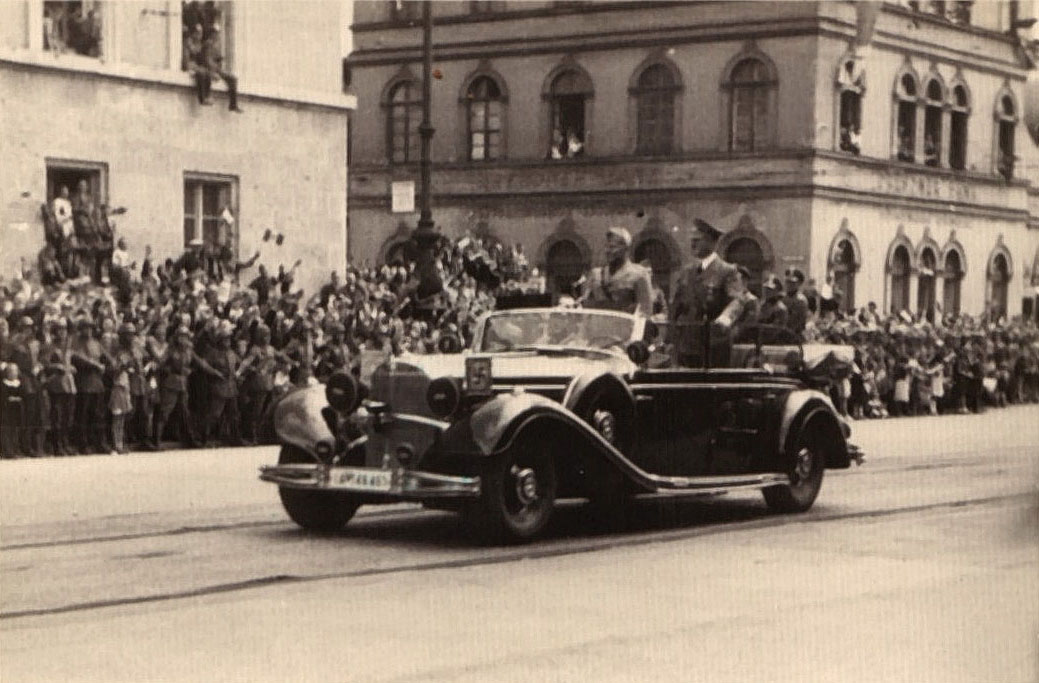
Hitler och Mussolini i München 1939.

München utvecklades efter första världskriget till ett centrum för nazismen. Sedan nazisterna tagit över makten 1933 utsågs München till Hauptstadt der Bewegung - Rörelsens huvudstad. Adolf Hitler hade dragits till staden i maj 1913 för att verka som konstnär. Efter första världskriget 1918 återvände Hitler till München som korpral och arbetade en tid med att "utbilda" soldater i nationalistiska antimarxistiska ideal, vilket fick honom att komma i kontakt med Tyska arbetarpartiet som år 1919 hade 40 medlemmar och mest förlade sina aktiviteter till Münchens ölstugor.
Det fanns ett politiskt stöd för högerextremistiska våldshandlingar på gatorna, och när Münchens polischef Pöhner tillfrågades om han kände till att det fanns politiska mördarjuntor på gatorna svarade han: "Ja, men inte tillräckligt många". Många drömde om att störta republiken, återinsätta Tyskland som Europas största makt, och återge armén dess forna ställning. Hitler fick hand om propagandaarbetet och började organisera ett massmöte och 2 000 personer att kom till mötet den 24 februari 1920 i festsalen på Hofbräuhaus.
Hitler stöddes av major Röhm i arméns distriktsstad i München, och han bidrog med frikårsmedlemmar och före detta soldater som ökade medlemsantalet och bildandet av SA, stormtrupperna. Generalmajoren Franz Ritter von Epp ordnade ur armékassan fram medel för att trycka en veckotidning. NSDAP manifesterade sin styrka på Münchens gator och avbröt andra partiers möten. På ett tal i januari 1921 sa Hitler: "Den nationalsocialistiska rörelsen i München kommer i framtiden att hänsynslöst hindra - om nödvändigt med våld - alla möten och föreläsningar som möjligen kan oroa våra landsmän". Med detta menades vänsterpartier och Hitler visste att han hade polisens och arméns stöd.

### Ölkällarkuppen
Under år 1923 försämrades det allmänna läget i Tyskland, den franska ockupationen av Ruhr ledde till vrede, inflationen ökade, penningvärdet föll, strejker och upplopp ökade, tåg och lastbilar plundrades, städerna svalt, och regeringen blev så förlamad att socialisterna i augusti krävde dess avgång. Missnöjet växte och NSDAP i München blomstrade. Man utlyste 14 massmöten bara i München och Bayerska regeringen utlyste undantagstillstånd och förbjöd Hitlers möten. I november hade partiet växt till 55 000 medlemmar. Detta gjorde att Hitler och partiet försökte sig på en revolution, den misslyckade så kallade Ölkällarkuppen. Efterspelet hjälpte dock till att slutligen ge Hitler makten flera år senare.

## München i Tredje riket

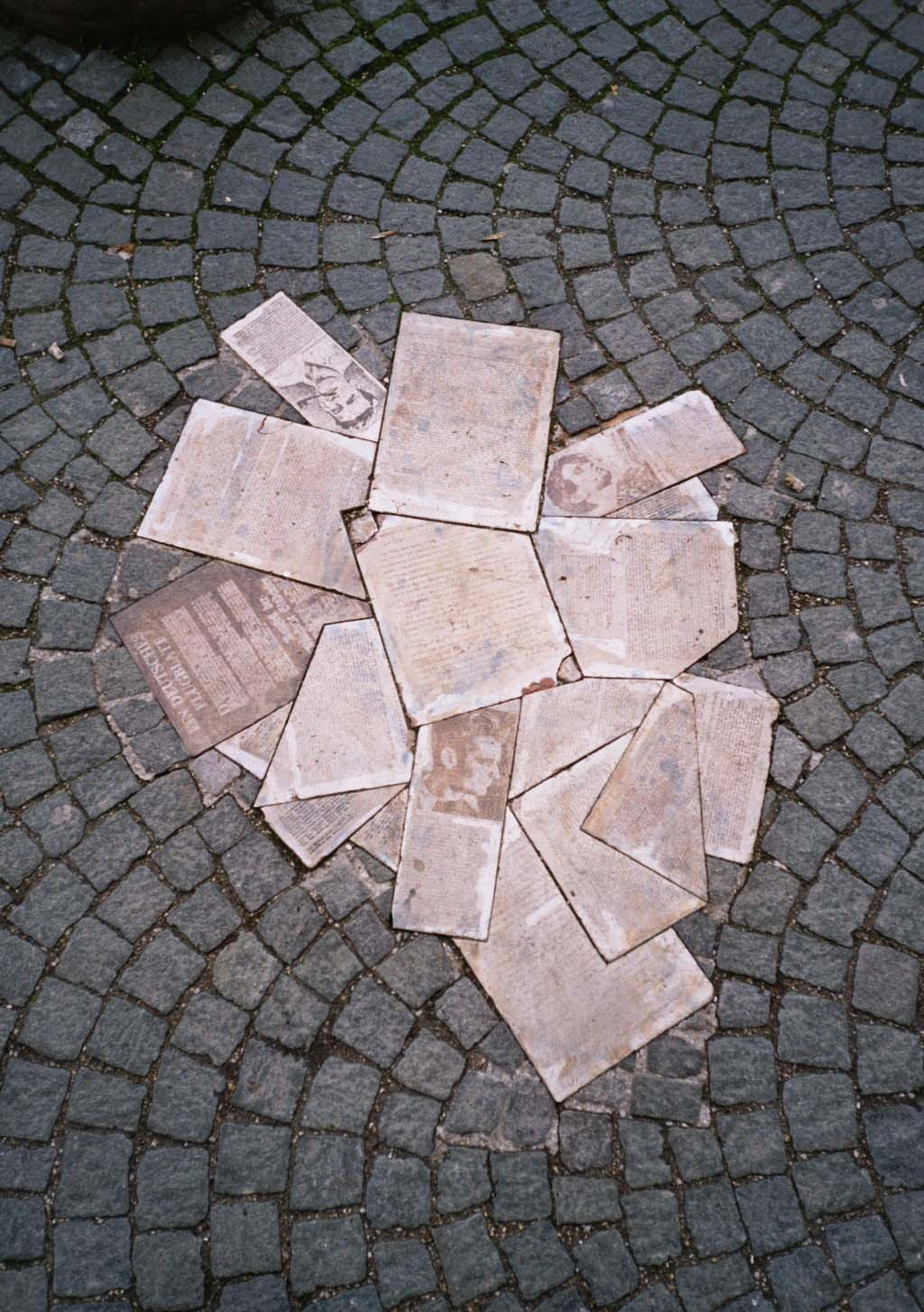
Minnesmärke över Vita rosen på LMU i München.

Den 1 januari 1931 hissades hakkorsflaggan över bruna huset i München, men när Hitler utnämndes till rikskansler år 1933 kom Münchens betydelse att avta. Men även om partiet alltså tog sig fram till Berlin kom München att kvarstå som högkvarter för nazisterna, och var 1935 känd som deras huvudstad - "Hauptstadt der Bewegung" ("Rörelsens huvudstad"). Andra partier förbjöds och utrensningar i form av avrättningar tilltog.
I juni 1938 förstördes den judiska synagogan förebådande kristallnatten fem månader senare när judiska affärer och synagogor i hela Tyskland förstördes. Studenterna och syskonen Hans Scholl och Sophie Scholl och deras organisation Vita rosen var de sista nazistmotståndarna i München, men efter att de förråtts och avrättats var motståndet kvävt.

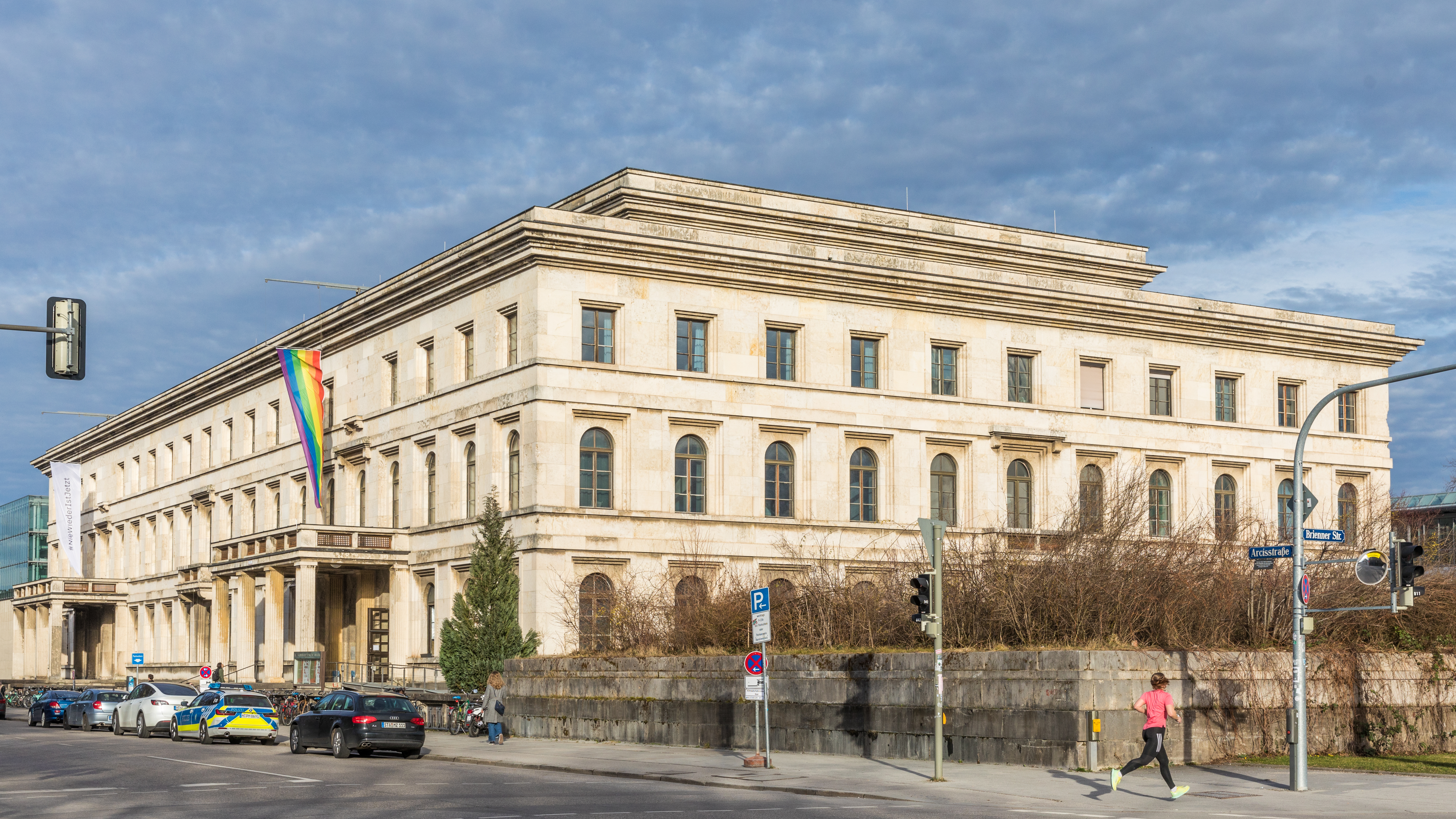
Führerbau i München där Münchenavtalet undertecknades.

1938 ägde Münchenkonferensen rum där Münchenavtalet skrevs under.
På en före detta krutfabrik i en av Münchens förstäder, Dachau, byggdes Tysklands första koncentrationsläger som genom sin existens effektivt kvävde opinionen mot nazisterna, detta var när de fortfarande mest användes för politiska oliktänkare, innan de kom att användas som dödsläger. Vid krigsutbrottet fanns 6 koncentrationsläger med cirka 21 000 fångar. 1942 fanns i dessa läger 44 700 plus de nio nya lägren. I augusti 1944 rapporterade Adolf Eichmann att 4 miljoner judar dödats i lägren, och 2 miljoner dödats utanför dem, de flesta skjutna i Ryssland. Andra uppgifter pekar på fler offer.

## Andra världskriget

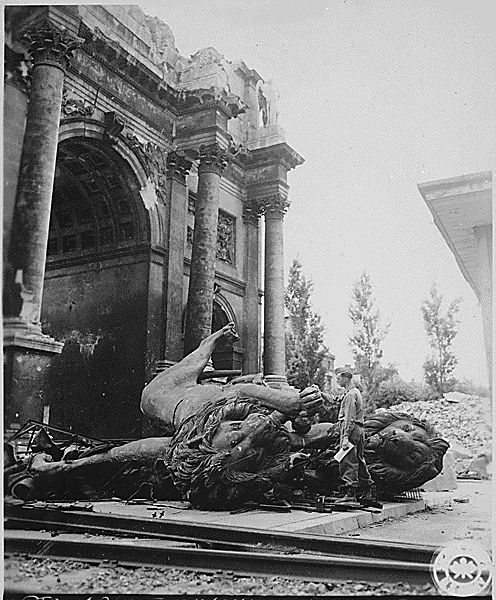
Siegestor i München 1945.

München blev som alla tyska storstäder ett mål för allierade luftanfall under andra världskriget. Anfallen skedde främst mot industrin och mot viktiga kommunikationspunkter. Civilbefolkningen drabbades svårt av bombningarna och historiska och kulturella minnesmärken förstördes. Royal Air Force startade sina bombningar av München i september 1942 och under 1944 tillkom fler och fler amerikanska bombningar. 
De svåraste skadorna kom under brittiska bombningar 7-8 januari 1945 då 2 000 ton bomber fälldes över Münchens innerstad under två bombvågor. Omkring 82 000 bostäder förstördes. Den gamla historiska staden förstördes till 90 procent och staden i sin helhet till 50 procent. Andra världskriget kom för München att innebära 71 bombraider, att ett flertal historiska byggnader förstördes, 6 000 medborgare dog och 16 000 skadades. Stadens invånarantal sjönk från 824 000 1939 till 479 000 1945.

## München efter 1945

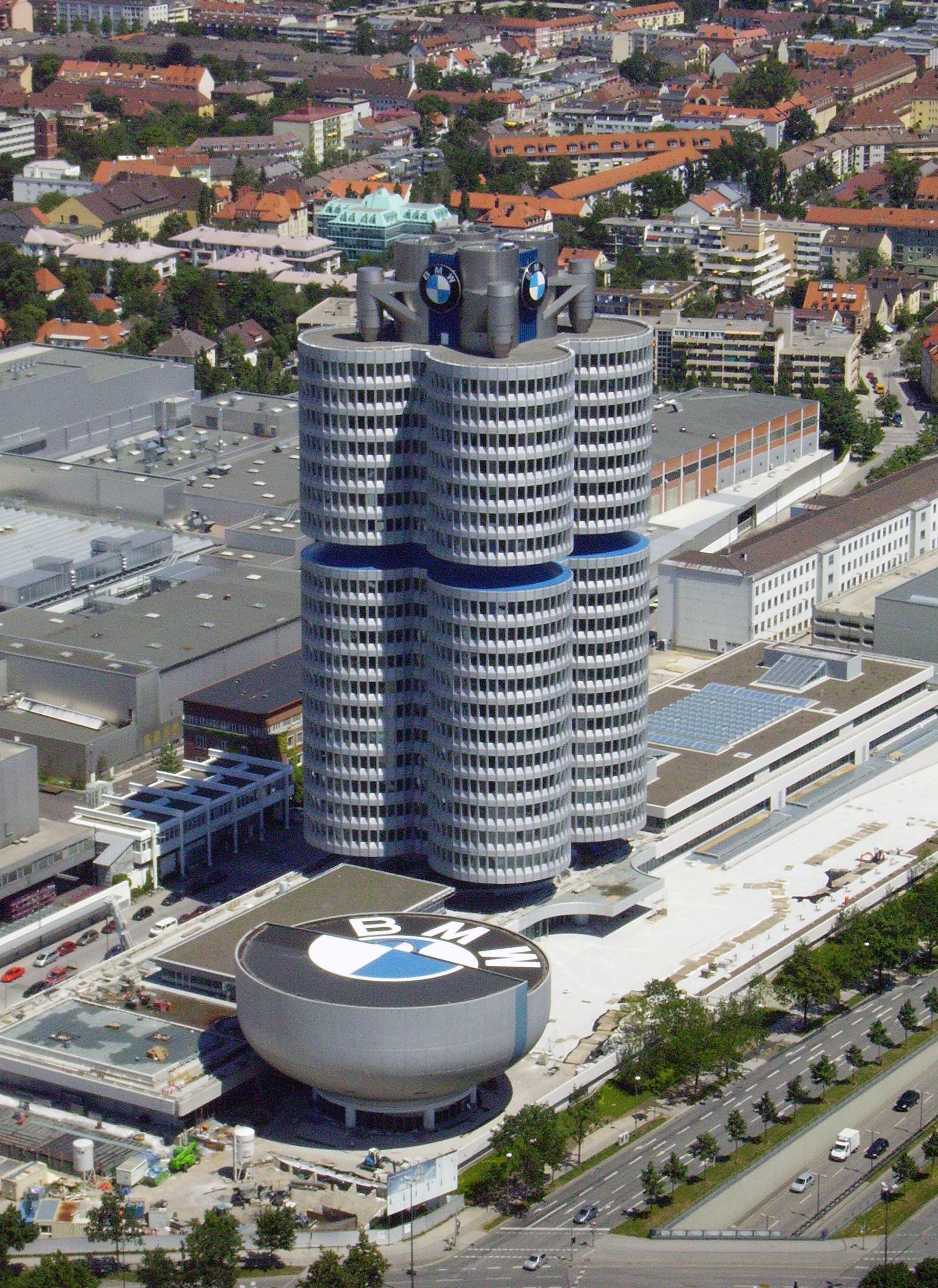
BMW:s huvudkontor symboliserar det moderna München

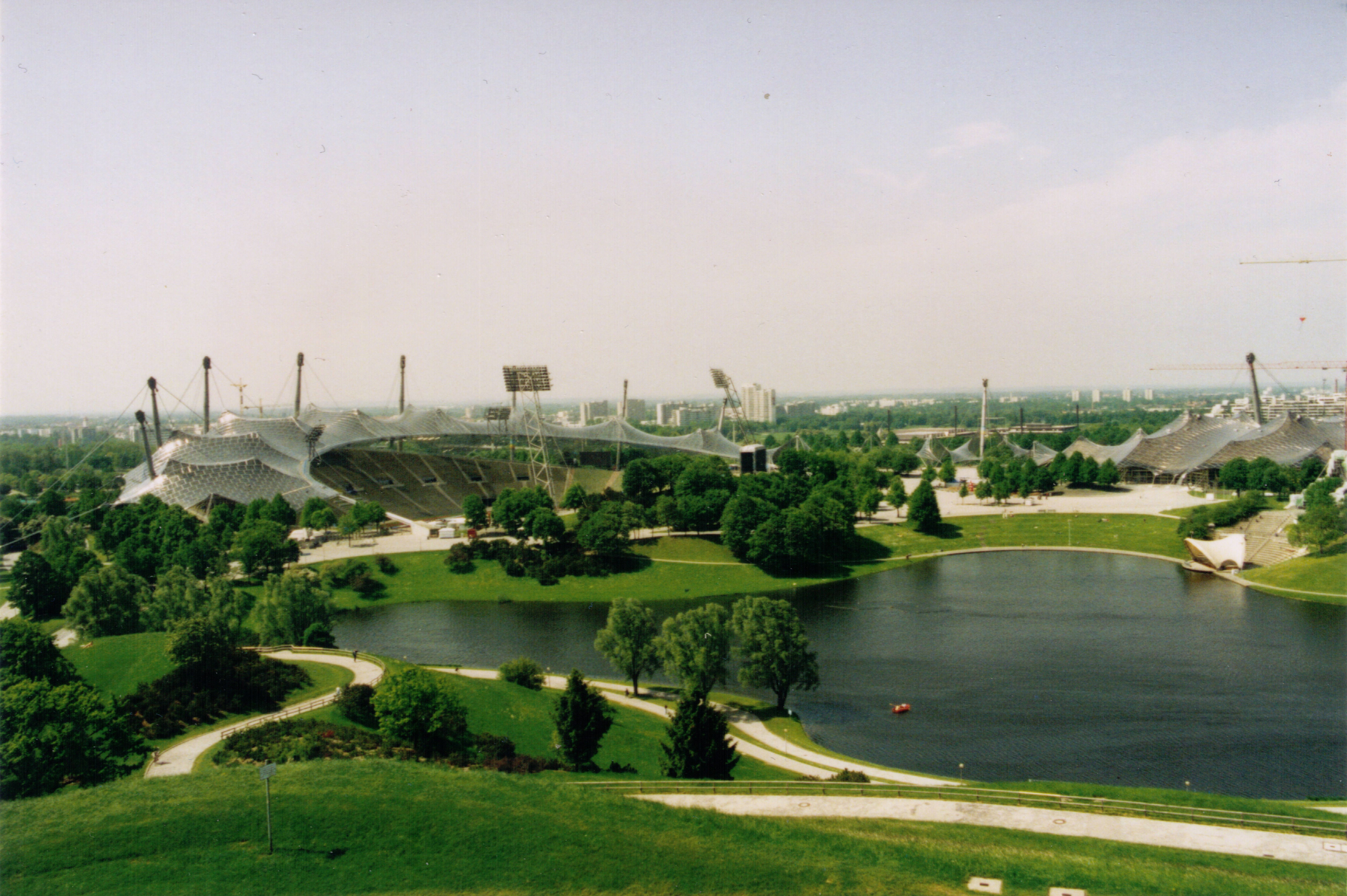
Olympiaparken i München.

München blev efter andra världskriget en av de viktigaste städerna i det nya Västtyskland. München hade under perioden 1950–1970 den högsta befolkningstillväxten i hela Västtyskland, både i absoluta och relativa tal med en ökning på 462 795 personer (55,7 procent). Samtidigt ökade antalet arbetsplatser inom industrin medan de i andra städer, däribland Hamburg och Essen, minskande. Anledningen var att München drog till sig företag som exempelvis Siemens som en följd av Tysklands delning och dessutom flyktingar från Östtyskland och de tidigare tyska områdena. Bland näringarna som kom till München under perioden hör förlag, mässindustri, flygindustri, rustningsindustri och senare mikroelektronik. Det fanns därför under 1960-talet ett stort uppdämt behov av att modernisera och bygga ut stadens infrastruktur och bostäder. Hans-Jochen Vogel blev vald till borgmästare och drev frågorna om stadsutveckling i München. Detta realiserades bland annat som en följd av att München 1966 tilldelades sommar-OS 1972. Förberedelserna inför OS blev ett sätt att modernisera München och att tydliggöra Münchens roll i regionen.
I samband med krigsslutet intogs München av den amerikanska armén 30 april 1945 och staden hamnade under amerikansk ockupation. Den under kriget svårt förstörda staden byggdes upp och till skillnad från de flesta andra tyska städer skedde återuppbyggnaden i en mer konservativ anda där man återskapade det gatunät som fanns innan kriget.
År 1949 blev Maximilianeum plats för den Bayerska lantdagen.
År 1957 hade München mer än en miljon invånare. Staden kom att gynnas av de stora bilindustriernas tillväxt, inte minst BMW och att många huvudkontor flyttade till staden (bland annat Siemens) tillsammans med förlag, banker och försäkringsbolag. Den tyska försvarsindustrin som återskapades efter Västtysklands inträde i NATO 1955 kom att i huvudsak koncentreras till staden. Turismen växte sig stark med sevärdheter som Alte Pinakothek och Neue Pinakothek och Deutsches Museum.
År 1962 startades det som idag är Münchens säkerhetskonferens (Münchner Konferenz für Sicherheitspolitik) som årligen äger rum på Bayerischer Hof. Under 1960-talet byggs satellitförorterna Neuperlach och Hasenbergl. 
Student- och ungdomskravaller ägde rum i stadsdelen Schwabing. Under Schwabinger Krawalle i juni 1962 eskalerade en konflikt mellan polis och ungdomar då polisen ville att fem gatumusikanter skulle sluta spela sin musik nattetid. Under natten och kommande fyra dagar utvecklade sig situationen till att 40 000 unga protesterade. 400 personer greps.
13 februari 1970 skedde ett brandattentat mot ett judiskt äldrehem i München och sju personer omkom och 40 skadades. Sedan dess står judiska verksamheter under polisbeskydd. Tre dagar tidigare hade en flygplanskapning av ett El Al-plan förhindrats på Münchens flygplats Riem. Kapningen stoppades genom piloten Uri Cohen som slog ner en av terroristerna. En passagerare, Arie Katzenstein, dog när han kastade sig över en handgranat och därmed räddade medpassagerare.

### Olympiska sommarspelen och Münchenmassakern 1972
1972 hölls de Olympiska sommarspelen 1972 i München vilket påskyndade byggandet av ny infrastruktur som Münchens tunnelbana och pendeltåg som stod färdiga inför spelen. München lanserades som "Metropolen med hjärta". Byggandet av Münchens olympiapark förde med sig att nya landmärken skapades, exempelvis olympiatornet.
Tävlingarna drabbades den 5 september av ett terroristattentat från Svarta september, en palestinsk grupp på åtta personer. Svarta september dödade två medlemmar av den israeliska truppen och tog dessutom nio deltagare som gisslan. I den därefter följande striden mot polis dödades samtliga i gisslan samt fem av terroristerna och en västtysk polis.
26 september 1980 skedde Oktoberfestattentatet under årets oktoberfest, det allvarligaste terrorattentatet i Tyskland efter andra världskriget. 13 personer omkom i en explosion vid huvudingången, 211 personer skadades. Attentatsmannen Gundolf Köhler hade högerextrem bakgrund.

### München efter 1990

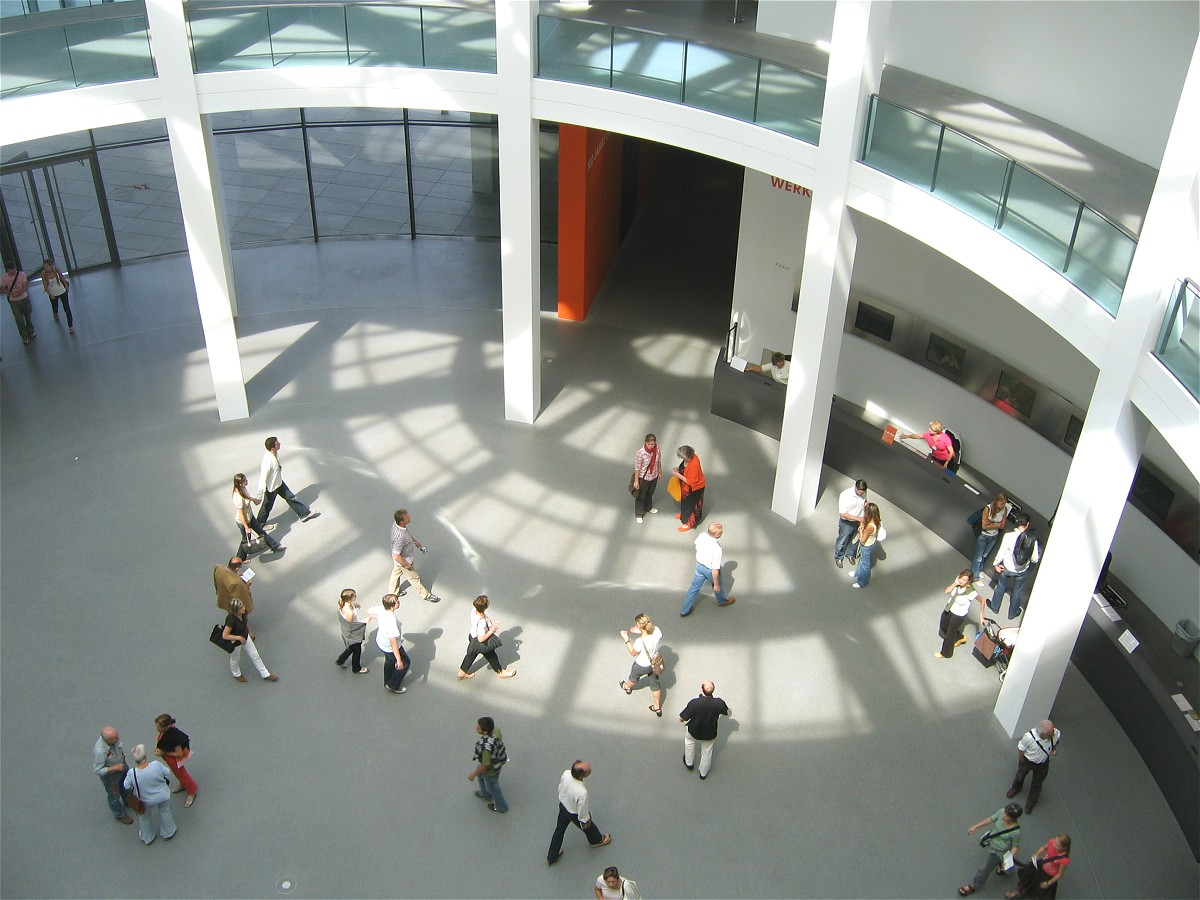
Pinakothek der Moderne

1992 invigdes den nya storflygplatsen München-Franz Josef Strauss flygplats. Det innebar att München fick en internationell storflygplats. 1998 öppnades stadens nya mässa på det före detta flygplatsområdet i Riem. 
2002 öppnades Pinakothek der Moderne.
2003 började byggandet av det judiska centret på Jakobsplatz. 2006 invigs den nya huvudsynagogan där.
2004 beslutas genom en folkomröstning i staden att inga höghus över 100 meter får byggas. 
2005 äger Bundesgartenschau rum i München.
2006 var München en av orterna under VM i fotboll och här spelades bland annat VM:s öppningsmatch mellan Tyskland och Costa Rica på Münchens nya arena Allianz Arena.
2006 besöker påven Benediktus som tredje påve München och håller en gudstjänst på mässområdet i Riem.